# Ruriko Kubō
Ruriko Kuboh (久宝留理子, Kubō Ruriko, ou Kubo, Kubō, Kubou, née le 21 avril 1969 à Kōbe, au Japon) est une chanteuse pop-rock japonaise, qui débute en 1990. Elle arrête sa carrière en 2001 pour épouser Keiichi Miyako, le claviériste du groupe de rock SOPHIA avec qui elle a deux enfants. En 2010, elle remonte sur scène pour donner quelques concerts à l'occasion du 20e anniversaire de ses débuts, et envisage de reprendre progressivement sa carrière.

## Discographie

### Singles
- 1990.03.21 : Plastic Man Life (プラスチック・マン・ライフ)
- 1990.06.21 : Young Girl Blue (ヤング・ガール・ブルー)
- 1990.10.01 : BLOUSE
- 1990.12.21 : GOOD MISTAKE
- 1991.10.25 : Cancel Machi janai (キャンセル待ちじゃない)
- 1992.07.01 : Atsui Atsui Natsu no Hi (熱い熱い夏の日)
- 1992.12.02 : Nagazu ni Irarenai (泣かずにいられない)
- 1993.04.21 : Namida no Kazu Dake (涙の数だけ)
- 1993.09.22 : Otoko (男)
- 1994.02.16 : Hakujou (薄情)
- 1994.07.14 : Hayaku Shite yo (早くしてよ)
- 1994.08.24 : reduce
- 1994.10.21 : Sayonara (さよなら)
- 1995.07.17 : Pride (プライド)
- 1995.10.02 : Concrete Jungle (コンクリートジャングル)
- 1996.07.22 : Natsu wa Magic / Image (夏はマジック／イメージ)
- 1996.10.14 : Tsugi no Yume (次の夢)
- 1996.11.25 : Memai (めまい)
- 1997.04.16 : ONE ~Hitori Aruki~ (ONE～ひとり歩き～)
- 1998.07.23 : Shouganai Hito (しょうがない人)
- 1998.11.21 : Ame Yadori (雨やどり)
- 1999.02.10 : Perfect Circle
- 1999.08.25 : Issho ni Kaerou (一緒に帰ろう)
- 2000.02.23 : ROOKIE
- 2000.10.21 : Ai wo Kyouki ni (愛を凶器に)
- 2001.12.19 : I WILL

### Albums
- 1990.04.21 : Plastic Man Life (プラスチック・マン・ライフ)
- 1991.01.21 : COOL
- 1991.11.21 : Steady
- 1992.08.21 : Go! Go! everyday
- 1993.10.21 : Vocallies
- 1994.03.09 : rough cut diamond
- 1994.11.02 : COLORS
- 1995.10.30 : blue to blue
- 1996.12.02 : pocket people
- 1998.12.02 : love balance
- 2000.03.23 : Kurenai Kuzaku (紅孔雀)
- 2000.11.22 : LOVE PULSE

Compilations
- 1997.06.25 : with the best
- 2007.12.19 : THE BEST

### Vidéos
- 1992.10.21 : Video Go! Go! everyday
- 1994.09.21 : Wow! SINGLE CLIPS
- 1995.06.21 : Kuboh Ruriko Tour '94-'95 COLORS
- 1996.07.22 : live blue to blue
- 1997.07.22 : live, document & clips with the best

## Liens
- (ja) Site officiel
- (en) Site de fan en anglais